# Saint-Ovin
Saint-Ovin ist eine französische Gemeinde mit 763 Einwohnern (Stand 1. Januar 2022) im Département Manche in der Region Normandie. Sie gehört zum Arrondissement Avranches und zum Kanton Pontorson.
Sie grenzt im Nordwesten an La Godefroy, im Norden an Tirepied-sur-Sée, im Nordosten an Le Petit-Celland, im Osten an Le Mesnil-Ozenne, im Süden an Marcilly, im Südwesten an Saint-Quentin-sur-le-Homme und im Westen an Saint-Loup und Saint-Senier-sous-Avranches. 

## Geschichte
Le Mesnil-Ozenne und La Boulouze, bisher eigenständige Gemeinden, wurden im Jahr 1973 nach Saint-Ovin eingemeindet.

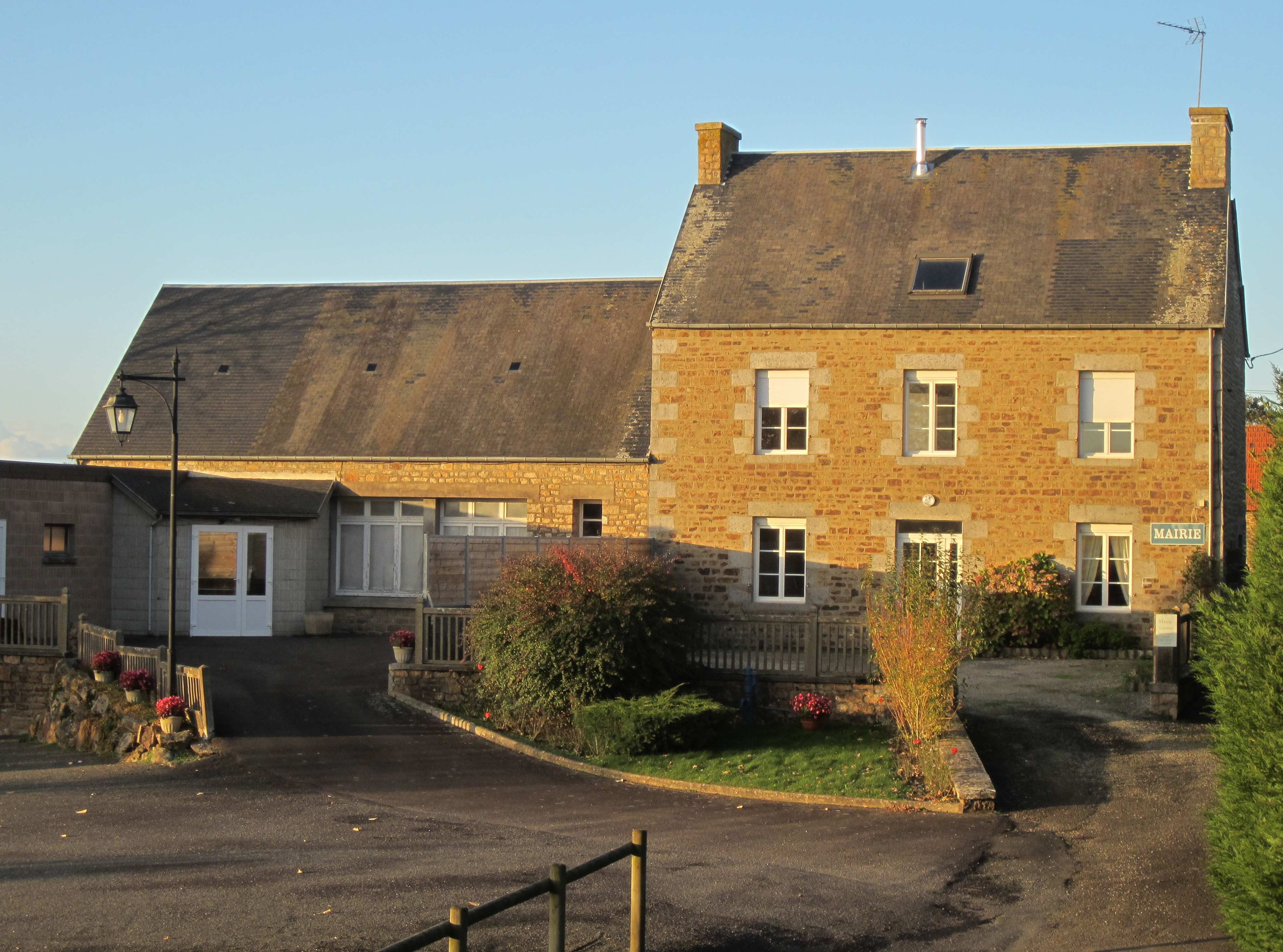
Ehemaliges Rathaus von La Boulouze
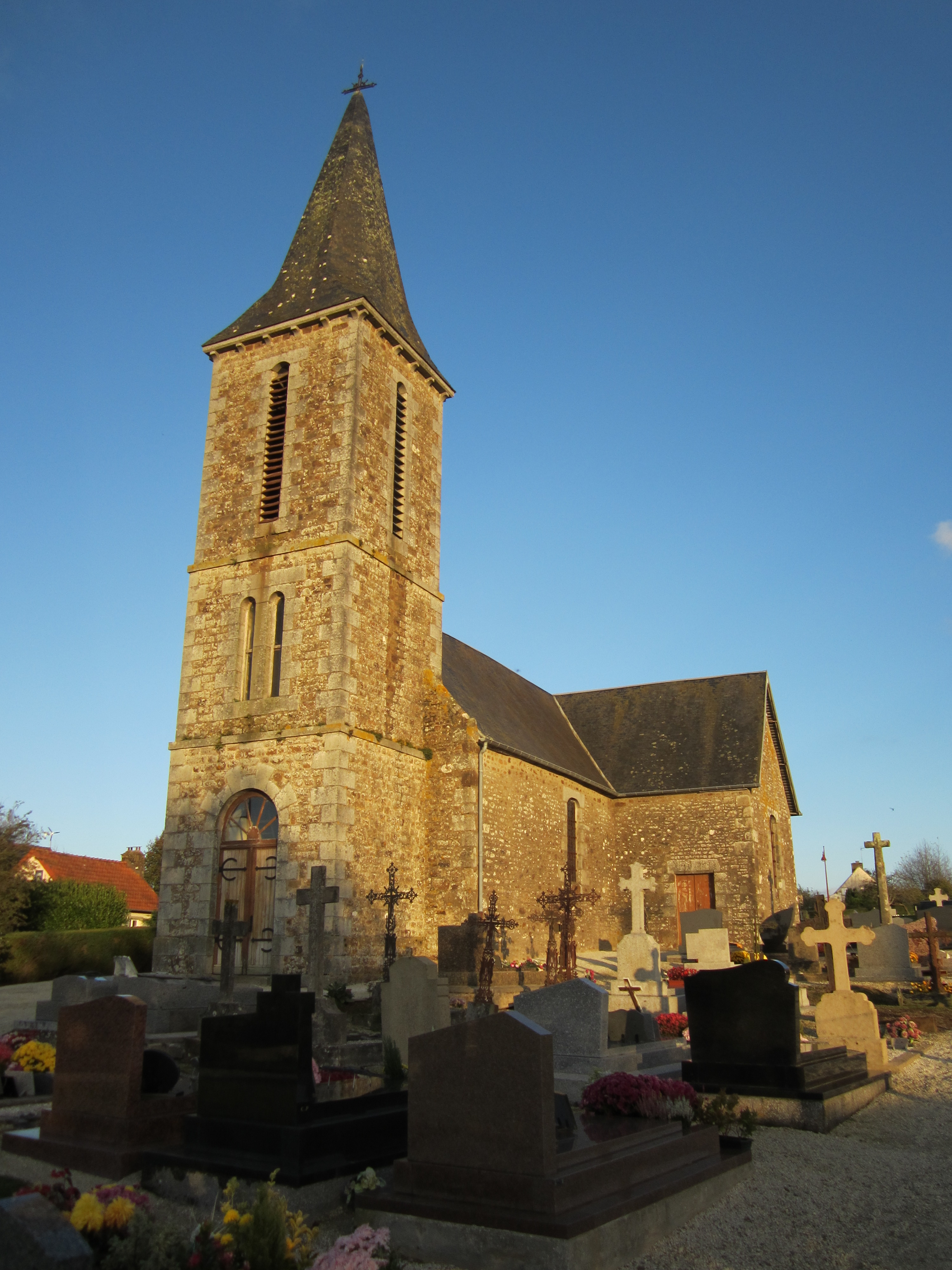
Kirche Saint-Pierre-et-Saint-Paul in La Boulouze

## Bevölkerungsentwicklung
| Jahr      | 1962 | 1968 | 1975 | 1982 | 1990 | 1999 | 2008 | 2018 |
| --------- | ---- | ---- | ---- | ---- | ---- | ---- | ---- | ---- |
| Einwohner | 670  | 595  | 527  | 605  | 633  | 675  | 747  | 768  |